# Estación de Singuerlín
La estación de Singuerlín de la línea 9 del metro de Barcelona da servicio a una zona del municipio de Santa Coloma de Gramanet altamente poblado e históricamente mal comunicado. Dispone de un acceso a la estación, que se efectúa por la plaza de la Sagrada Familia, entre la calle de Santiago Rusiñol, la avenida de Cataluña y el pasaje de Salvatella. Tiene 54,2 metros de profundidad. Se inauguró el 13 de diciembre de 2009.
Esta mejora de las comunicaciones ha provocado que los comercios del susodicho barrio hayan visto mejorar su situación, gracias al continuo flujo de personas. 
| << cabecera             | < estación     | línea | estación > | cabecera >> |
| ----------------------- | -------------- | ----- | ---------- | ----------- |
| Metro                   |                |       |            |             |
| La Sagrera Terminal Sud | Església Major |       | Can Zam    | Can Zam     |

## Galería

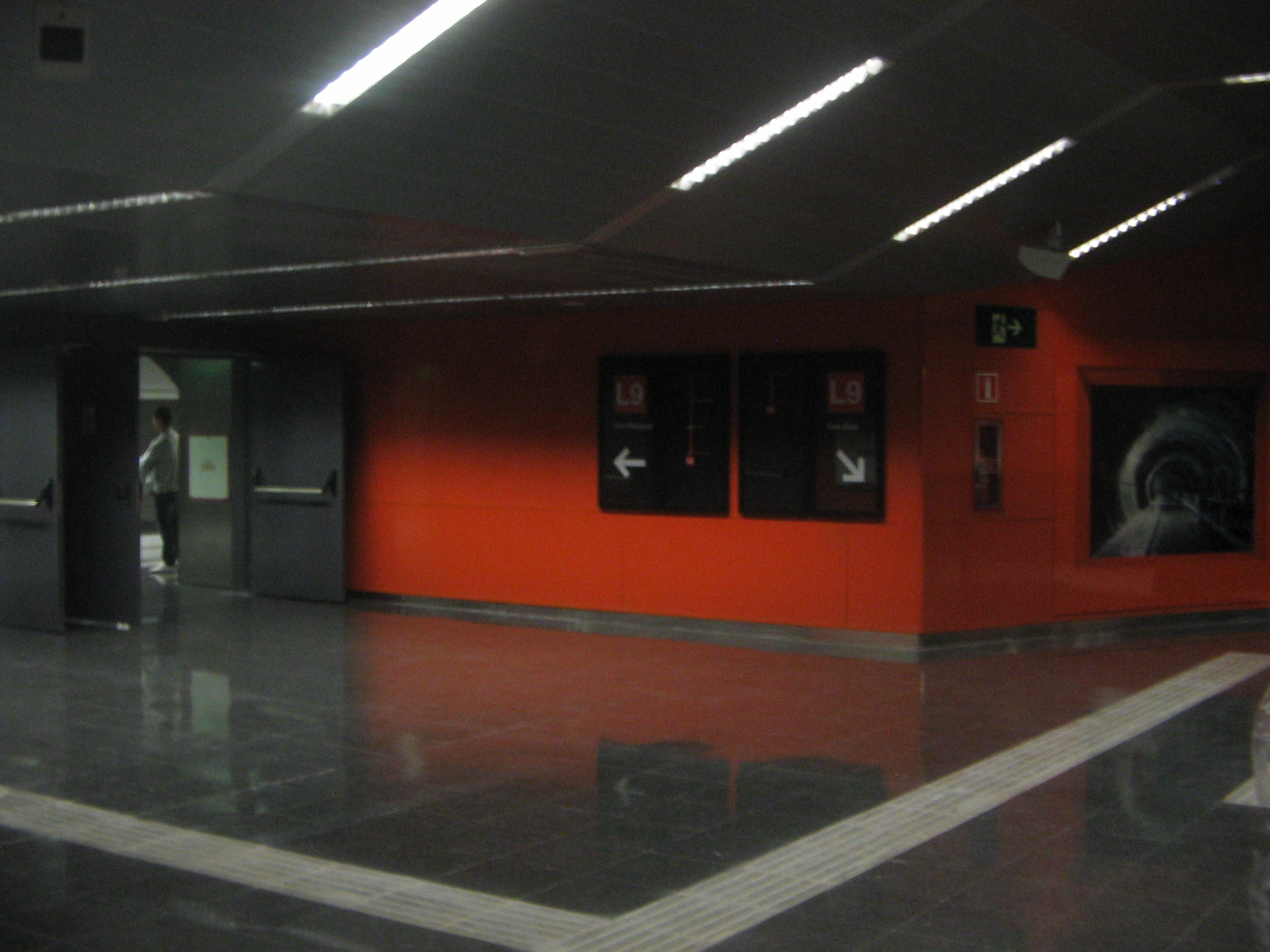
Vestíbulo del andén dirección La Sagrera.
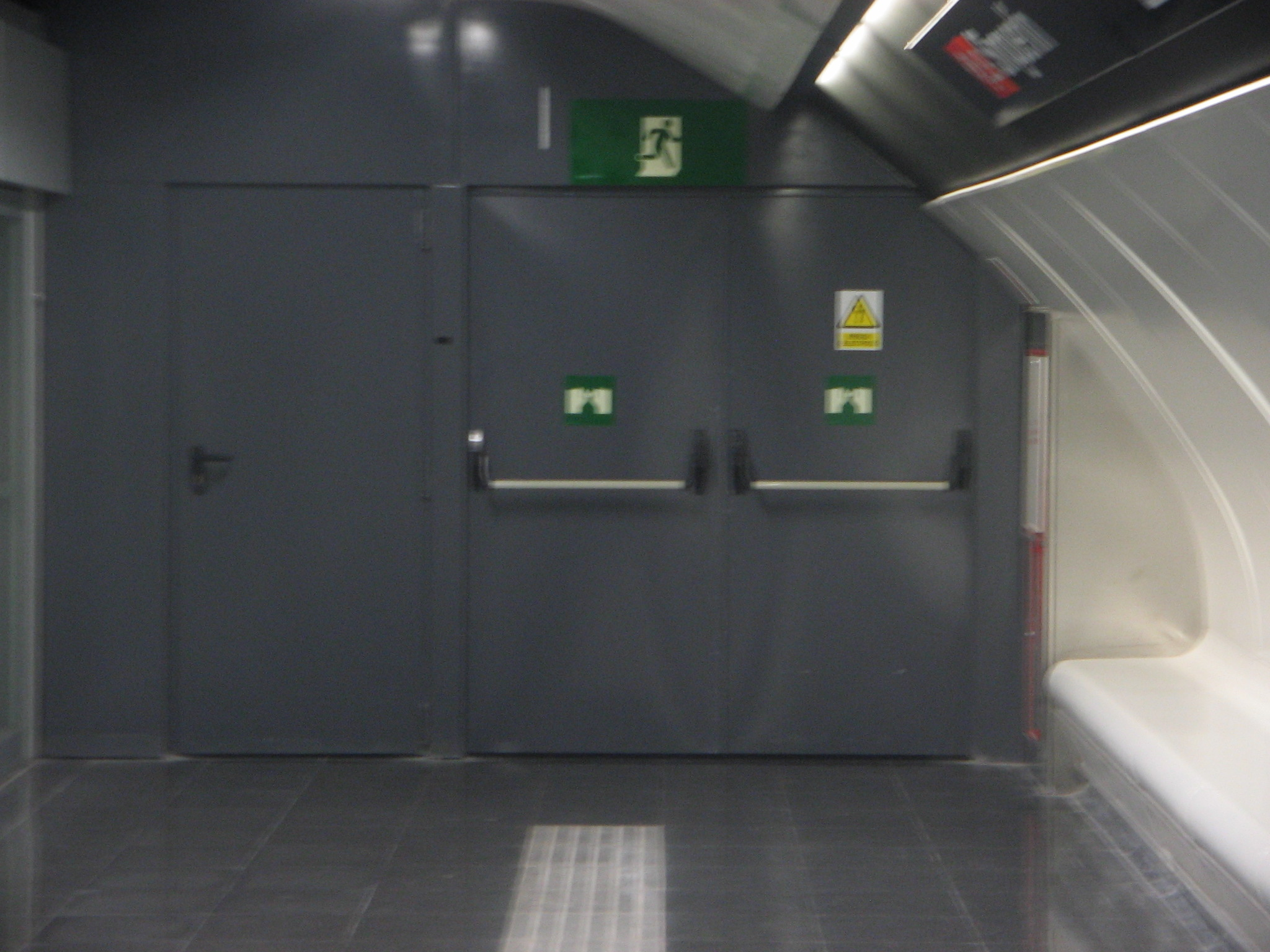
Salida de emergencia situada al fondo del andén.